# David Byrne
David Byrne (Dumbarton, 14 de maio de 1952) é um músico, compositor e produtor musical norte-americano nascido na Escócia.
É conhecido por ter fundado a banda Talking Heads, em 1974, um dos grupos precursores do new wave e worldbeat.
Já foi premiado com diversos Grammys. Por seu trabalho como compositor de trilhas sonoras, já recebeu o Óscar e o Globo de Ouro. Como membro do Talking Heads, Byrne foi incluído no Rock and Roll Hall of Fame.
David Byrne também compôs trilhas para artistas como Twyla Tharp e Robert Wilson, nomes da dança e do drama respectivamente, além do filme O Último Imperador (de 1987, realizado por Bernardo Bertolucci) pelo qual ganhou um Oscar. Também dirigiu o filme True Stories (de 1986) e produziu diversos álbuns de música caribenha e brasileira (incluindo trabalho com Tom Zé e Margareth Menezes), notadamente "Rei Momo" (de 1989) e um vídeo documentário sobre o candomblé chamado "The House of Life" (também de 1989).

## Infância
Byrne mudou-se para os Estados Unidos com seus pais quando tinha sete anos. Tem uma irmã mais nova chamada Celia.

## Vida pessoal
Em 1986, na produção de seu filme True Stories, conheceu a designer Adelle Lutz, com quem se casou em julho de 1987. O casal teve uma única filha, Malu Valentine, nascida em 1990. David Byrne e Adelle Lutz se divorciaram em 2004.

## Carreira
Além do trabalho com o Talking Heads, em 1981, Byrne produziu com Brian Eno um álbum experimental de art rock chamado My Life in the Bush of Ghosts. Também compôs trilhas para artistas como Twyla Tharp e Robert Wilson, nomes da dança e do teatro respectivamente, além da trilha sonora do filme O Último Imperador (de 1987, realizado por Bernardo Bertolucci) pelo qual ganhou um Oscar e um Golden Globe de melhor trilha sonora. Também dirigiu o filme True Stories (de 1986) e produziu diversos álbuns de música caribenha e brasileira (incluindo o trabalho com Tom Zé e Margareth Menezes), notadamente o álbum Rei Momo (de 1989) e um vídeo documentário sobre o candomblé chamado The House of Life (também de 1989).
Em maio de 1990, trouxe o show do disco Rei Momo para o Brasil.
Em 1991, após três anos sem novas gravações e shows, Byrne confirmou o fim do Talking Heads durante entrevista ao Los Angeles Times.
Desde 2007, participa do projeto Brighton Port Authority (ou The BPA), com um grupo formado por diversos músicos britânicos encabeçado por Norman Cook, mais conhecido como Fatboy Slim, com quem em 2010, Byrne lançou o álbum Here Lies Love, co-produzido por Cook.
Em 2010, participou da trilha sonora do filme Wall Street - O dinheiro nunca dorme (Wall Street - Money Never Sleeps).
Em 2011, se apresentou com Caetano Veloso, em Nova York, durante o festival Perspectives, acompanhados do violoncelista Jaques Morelenbaum e do percussionista Mauro Refosco. O resultado do show foi o disco Live At Carnegie Hall, lançado no mesmo ano.
Em setembro de 2012, ao lado de St. Vincent, lança um álbum conjunto chamado Love This Giant.
Em 2018, lança o álbum American Utopia. Em março de 2018, apresentou o show da American Utopia Tour no Lollapalooza Brasil, em São Paulo, além de apresentações em Porto Alegre, Rio de Janeiro e Belo Horizonte. A performance desta turnê virou o musical American Utopia, lançado em 2020, produzido pelo Spike Lee e gravado na Broadway.
Em abril de 2024, lança uma versão cover de “Hard Times”, canção do Paramore.
Em junho de 2024, lançou a faixa "Empire", gravada em 1997, que contou com a colaboração dos membros fundadores do Devo, Mark Mothersbaugh e Gerald Casale.

### Livros
David Byrne também é fotógrafo e escritor.
Em 1999, lançou Your Action World: Winners Are Losers with a New Attitude, uma crítica os anos 1990 e o bombardeio de informações da publicidade.
Em 2006, lançou The New Sins, uma atualização sobre os pecados capitais com escrita para o público contemporâneo.
Em 2009, sai Diários de Bicicleta (Bicycle Diaries), pelo Selo Amarilys da Editora Manole, no qual reuniu diversos textos e contos escritos ao longo de suas viagens pelo mundo.
Em 2017, lançou o livro Como Funciona a Música, com abordagem técnica sobre a arte de fazer e produzir sons.
Em 2020, sai American Utopia, coletânea de textos extraídos do disco homômimo.

### Discografia parcial
- My Life in the Bush of Ghosts (com Brian Eno) (1981)
- Rei Momo (1989)
- The Forest (1991)
- Uh-Oh (1992)
- David Byrne (1994)
- Feelings (1997)
- Look into the Eyeball (2001)
- Grown Backwards (2004)
- Everything That Happens Will Happen Today (com Brian Eno) (2008)
- Love This Giant (Com St. Vincent) (2012)
- American Utopia (2018)